# Halecium speciosum
Halecium speciosum is een hydroïdpoliep uit de familie Haleciidae. De poliep komt uit het geslacht Halecium. Halecium speciosum werd in 1901 voor het eerst wetenschappelijk beschreven door Nutting. 